# Giovanni Pietro Bellori
Giovanni Pietro Bellori (Roma, 1613 - Roma, 1696) foi um insigne biógrafo e teórico da arte italiano. Seu trabalho de biógrafo dos artistas barrocos é comparado com o de Vasari sobre os renascentistas. Ele também é conhecido como Gian Pietro Bellori ou Giovan Pietro Bellori.
Provavelmente era sobrinho do antiquário e escritor Francesco Angeloni, em cuja casa viveu. Aparentemente teve aulas de pintura de Domenichino e mais tarde ingressou na Accademia di San Luca, mas depois dedicou-se à teoria da arte e à historiografia. Em 1664 pronunciou um influente discurso na Accademia intitulado O Ideal em Arte, publicado em 1672 como prefácio de suas biografias de artistas de sua época, a que chamou Le vite de' pittori, scultori et architetti moderni (As vidas dos pintores, escultores e arquitetos modernos).
Em sua visão o ideal renascentista, que havia morrido depois do desaparecimento de Rafael e Michelangelo, renascera com Annibale Carracci e seus seguidores, estabelecendo um vivo debate contra os Caravaggistas, e advogando a primazia do ideal sobre o natural.
Foi curador de antiguidades do Papa Clemente X, secretário da Accademia di San Luca e bibliotecário e antiquário da rainha Cristina da Suécia.